# Prix Romanès
 (septembre 2023).
Le prix Romanès est une récompense attribuée par l'association Initiatives Tsiganes à une personnalité dont l'œuvre contribue à une meilleure compréhension des tsiganes.

## Historique
L'idée de ce prix a été lancée[Quand ?] par l'abbé André Barthélemy dit Yoshka — aumônier des Gitans depuis 1955 — à l'écrivain Matéo Maximoff, qui en a choisi le nom. Ce dernier en confie l'organisation à Gérard Gartner dit Mutsa, par le biais de son association Initiatives Tsiganes.

## Lauréats
| Date             | Lauréat                      | Œuvre                                                     | Lieu de réception                            |
| ---------------- | ---------------------------- | --------------------------------------------------------- | -------------------------------------------- |
| 14 novembre 1983 | François de Vaux de Foletier | Ensemble de son œuvre                                     | Espace Gaîté, Paris                          |
| 6 novembre 1984  | Jacques Sigot                | Livre Un camp pour les Tsiganes et pour les autres        | Trottoir de Buenos Aires, Paris              |
| 20 novembre 1985 | Patrick Williams             | Livre Mariage tsigane                                     | Maison de la culture d'Amiens                |
| 4 décembre 1986  | Thomas Acton                 | Livre Children book                                       | Centre Beaubourg, Paris                      |
| 10 décembre 1987 | Anne-Sophie Tiberghien       | Film Sur la trace des tsiganes                            | UNESCO, Paris                                |
| 6 octobre 1989   | Josef Koudelka               | Ensemble de son œuvre photographique                      | Centre culturel d'Angoulême                  |
| 1999             | Tony Gatlif                  | Ensemble de son œuvre cinématographique                   | La Maroquinerie, Paris                       |
| 9 novembre 2000  | Urs Karpatz                  | Contribution à la connaissance de la musique tsigane      | Bataclan, Paris                              |
| 14 décembre 2001 | Roma-Theater Pralipe         | Propagation de la langue romani                           | Institut français d'Aix-la-Chapelle          |
| 2002             | Mathieu Pernot               | Livre Un camp pour les Bohémiens                          | Études tsiganes, Paris                       |
| 15 novembre 2003 | Lick Dubois                  | Ensemble de son œuvre littéraire et musicale              | Château de Cabriès                           |
| 20 mai 2005      | Roland Cottet                | Film Gitans, Tziganes, Gens du Voyage : le droit de vivre | Cinéma Le Camargue, Saintes-Maries-de-la-Mer |
| 2006             | Gérard Gartner dit Mutsa     | Livre Matéo Maximoff, carnets de route                    | Études tsiganes, Paris                       |
| 2010             | Alexandre Romanès            | Ensemble de son œuvre circassienne                        |                                              |
| 23 mai 2013      | Manitas de Plata             | Ensemble de son œuvre musicale                            | Relais culturel, Saintes-Maries-de-la-Mer    |

## Sources
,,,,,,,,,,,,,,,,,,,